# Sönderfallsprodukt
Inom kärnfysiken är en sönderfallsprodukt, eller dotterkärna, en nuklid, som är resultatet av radioaktivt sönderfall hos en atom. De flesta sönderfallsprodukter är själva radioaktiva. Det innebär att radioaktiva nuklider inte har en enda sönderfallsprodukt, utan snarare en kedja av sönderfallsprodukter, där den slutliga nukliden kan vara stabil. För ämnen som har högre atomnummer än bly är den slutliga stabila nukliden nästan alltid en blyisotop.
I många fall är isotoper i kedjan av sönderfallsprodukter mycket mer radioaktiva än den ursprungliga nukliden. Ett exempel är uran som i sin rena form inte är hälsovådligt radioaktivt. Bergarter där uran naturligt förekommer kan däremot vara farliga, eftersom en del av uranet där sönderfallit till radium.